# Juan José Ulloa
Pour les articles homonymes, voir Ulloa (homonymie).
Juan José Ulloa López (Mexico, Mexique, 16 février 1978), est un animateur de télévision mexicain.

## Filmographie

### Télévision[1]
- Fuera de la Ley (1996-1997) - Reporter
- Duro y Directo (1999) - Reporter
- Todo se vale - Animateur
- Hoy (2000-2004) - Animateur
- El juego de la vida (2001) - Lui-même
- Big Brother Mexique (2002) - Animateur
- Big Brother VIP (2002) - Animateur
- Operación Triunfo Mexique (2002) - Animateur
- Código F.A.M.A. (2003) - Animateur
- El club (2003) - Animateur
- No manches (2004) - Lui-même
- Big Brother VIP 3 (2004) - Concoursant
- 100 mexicanos dijeron (2004) - Concoursant
- Big Brother 3 (2005) - Animateur, Bacardí lounge
- Lola, érase una vez (2007) - Fernando
- Guerra de chistes (2008) - Guest Star
- Muévete (2008-2010) - Animateur
- Hoy Sábado (2010) - Animateur